# Macrocalamus jasoni
Macrocalamus jasoni är en ormart som beskrevs av Grandison 1972. Macrocalamus jasoni ingår i släktet Macrocalamus och familjen snokar. IUCN kategoriserar arten globalt som livskraftig. Inga underarter finns listade i Catalogue of Life.
Arten förekommer i bergstrakter på södra Malackahalvön. Det kända utbredningsområdet ligger 1760 till 1980 meter över havet. Habitatet utgörs av fuktiga bergsskogar. Individerna gräver tidvis i marken.